# Collegio uninominale Veneto 2 - 10
Il collegio elettorale uninominale Veneto 2 - 10 è stato un collegio elettorale uninominale della Repubblica Italiana per l'elezione della Camera dei deputati tra il 2017 ed il 2022.

## Territorio
Come previsto dalla legge elettorale italiana del 2017, il collegio era stato definito tramite decreto legislativo all'interno della circoscrizione Veneto 2.
Era formato dal territorio di 38 comuni: Albaredo d'Adige, Angiari, Arcole, Belfiore, Bevilacqua, Bonavigo, Boschi Sant'Anna, Bovolone, Caldiero, Casaleone, Castagnaro, Cerea, Cologna Veneta, Concamarise, Erbè, Gazzo Veronese, Isola della Scala, Isola Rizza, Legnago, Minerbe, Mozzecane, Nogara, Nogarole Rocca, Oppeano, Palù, Pressana, Roverchiara, Roveredo di Guà, Salizzole, San Pietro di Morubio, Sanguinetto, Sorgà, Terrazzo, Trevenzuolo, Veronella, Vigasio, Villa Bartolomea e Zimella.
Il collegio era quindi interamente compreso nella provincia di Verona.
Il collegio era parte del collegio plurinominale Veneto 2 - 03.

## Eletti
| Elezione | Elezione | Deputato               | Partito      |
| -------- | -------- | ---------------------- | ------------ |
|          | 2018     | Piergiorgio Cortelazzo | Forza Italia |

## Dati elettorali

### XVIII legislatura
Come previsto dalla legge elettorale, 232 deputati erano eletti con sistema a maggioranza relativa in altrettanti collegi uninominali a turno unico.
| Candidati              | Candidati                        | Voti    | %     | Liste                    | Voti    | %     |
| ---------------------- | -------------------------------- | ------- | ----- | ------------------------ | ------- | ----- |
|                        | Piergiorgio Cortelazzo ✔️ Eletto | 69 605  | 56,72 | Lega                     | 46 673  | 38,03 |
| Forza Italia           | Piergiorgio Cortelazzo ✔️ Eletto | 69 605  | 56,72 | 15 339                   | 12,50   |       |
| Fratelli d'Italia      | Piergiorgio Cortelazzo ✔️ Eletto | 69 605  | 56,72 | 5 541                    | 4,52    |       |
| Noi con l'Italia - UDC | Piergiorgio Cortelazzo ✔️ Eletto | 69 605  | 56,72 | 2 052                    | 1,67    |       |
|                        | Clara Zanetti                    | 27 277  | 22,23 | Movimento 5 Stelle       | 27 277  | 22,23 |
|                        | Silvio Gandini                   | 17 401  | 14,18 | Partito Democratico      | 14 870  | 12,12 |
| +Europa                | Silvio Gandini                   | 17 401  | 14,18 | 1 762                    | 1,44    |       |
| Civica Popolare        | Silvio Gandini                   | 17 401  | 14,18 | 471                      | 0,38    |       |
| Italia Europa Insieme  | Silvio Gandini                   | 17 401  | 14,18 | 298                      | 0,24    |       |
|                        | Gloria Frezza                    | 2 018   | 1,64  | CasaPound                | 2 018   | 1,64  |
|                        | Simone Pernechele                | 1 906   | 1,55  | Liberi e Uguali          | 1 906   | 1,55  |
|                        | Mirco Ghirlanda                  | 1 753   | 1,43  | Il Popolo della Famiglia | 1 753   | 1,43  |
|                        | Eva Capuzzo                      | 1 226   | 1,00  | Italia agli Italiani     | 1 226   | 1,00  |
|                        | Monica Scaggiante                | 629     | 0,51  | Grande Nord              | 629     | 0,51  |
|                        | Enrico Carli                     | 495     | 0,40  | Potere al Popolo!        | 495     | 0,40  |
|                        | Cristina Pozzi                   | 319     | 0,26  | 10 Volte Meglio          | 319     | 0,26  |
|                        | Eliana Urban                     | 93      | 0,08  | PRI - ALA                | 93      | 0,08  |
| Totale                 | Totale                           | 122 722 | 100   |                          | 122 722 | 100   |
|                        |                                  |         |       |                          |         |       |
| Voti non validi        | Voti non validi                  | 3 063   | 2,44  |                          |         |       |
| Votanti                | Votanti                          | 125 785 | 78,16 |                          |         |       |
| Elettori               | Elettori                         | 160 932 |       |                          |         |       |